# Mont Seppiko
Le mont Seppiko (雪彦山, Seppiko-san) est une montagne (ou un groupe de montagnes) culminant à 915 m d'altitude situé sur le territoire de la ville de Himeji dans la préfecture de Hyōgo au Japon. Cette montagne est l'une des San-hiko-san[réf. nécessaire], trois montagnes hiko shugendō[pas clair] au Japon. Elle fait également partie du parc préfectoral naturel Seppiko-Mineyama.

## Toponymie
Il existe plusieurs définitions contradictoires du mont Seppiko. La ville de Yumesaki, intégrée dans la ville de Himeji en 2005, définit officiellement le mont Seppiko comme le nom d'un groupe de montagnes composé du mont Horagatake (884 m), du mont Hokotate (950 m) et du mont Mitsuji (915 m). Cependant, les cartes de l'Institut d'études géographiques du Japon montrent le sommet du mont Mitsuji comme étant le sommet du mont Seppiko. De nombreux guides de montagne écrivent que le mont Otenjo, l'un des sommets du mont Horagatake, est le pic du mont Seppiko. D'autres versions définissent le Seppiko comme le nom d'un autre groupe de montagnes composé du mont Horagatake, du mont Hokotate, du mont Mitsuji, du mont Myōjin et du mont Nagusa.

## Religion et histoire

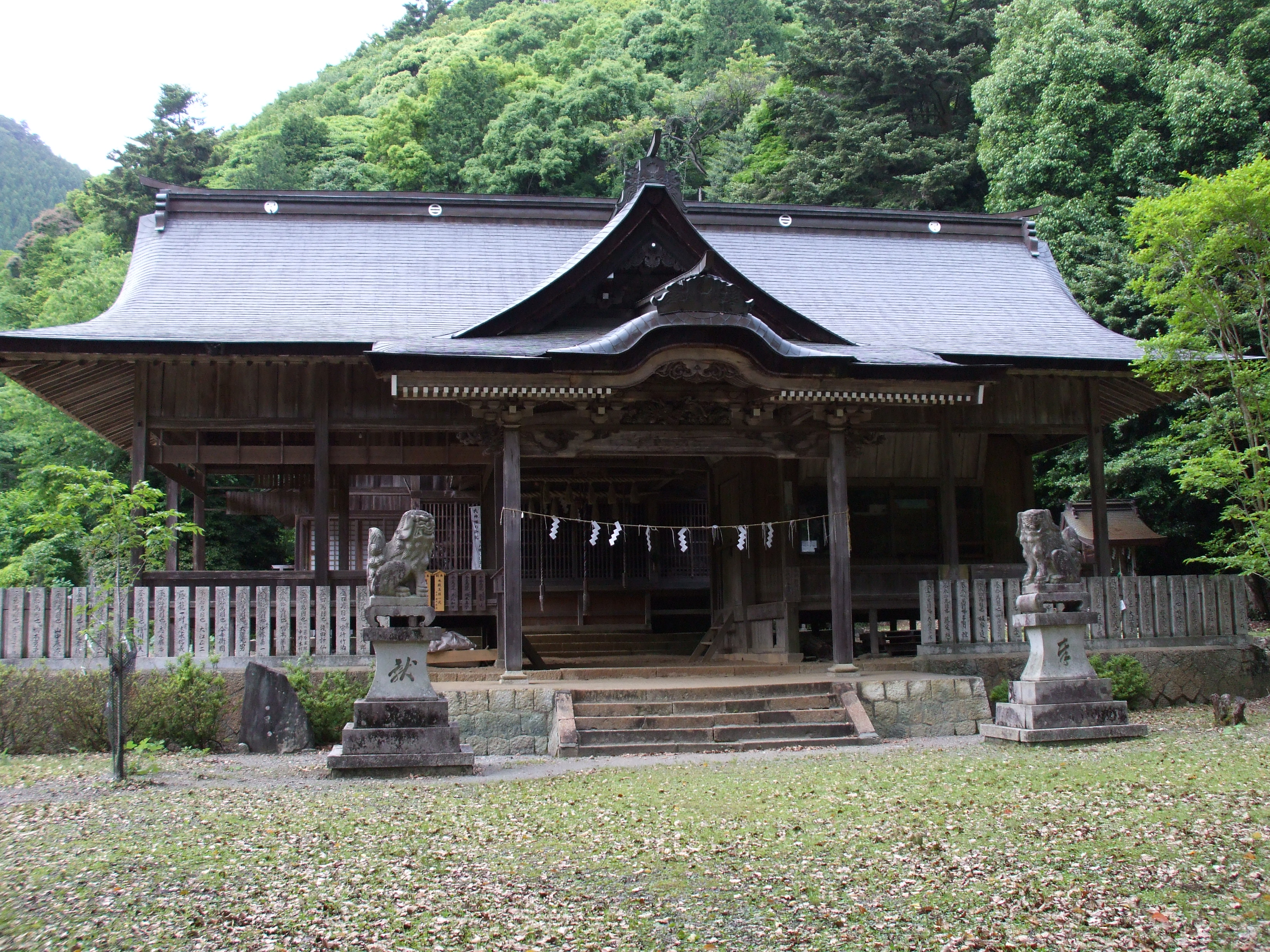
Le Kaya-jinja

Le mont Seppiko est un lieu de pratiques ascétiques du shugendō dans cette région. Selon l'histoire officielle du Kaya-jinja, sanctuaire shinto installé au milieu de la montagne, celui-ci a été fondé au VIIe siècle à l'époque de l'impératrice Suiko. Le mont Seppiko est également considéré comme un endroit où les shugensha, pratiquants du shugendō, peuvent se former. Le Kaya-jinja est à l'origine un exemple typique du shinbutsu shūgō, littéralement « fusion des pratiques su shinto et du bouddhisme » et possède un temple bouddhiste, le Seppiko-san Kongo Chingo-ji. Quoi qu'il en soit, le temple a été aboli par l'ordre du shinbutsu bunri, littéralement « ordre de séparation du shinto et du bouddhisme » du gouvernement de Meiji en 1868.
Le mont Seppiko est l'une des montagnes qui ont encore quelques domaines où les femmes sont interdites d'entrée, afin de ne pas perturber la formation des shugensha.
Avec le mont Sen, le mont Seppiko fait partie des 100 paysages du Japon de l'ère Shōwa, liste de célèbres sites pittoresques au Japon dressée en 1927, une année après que Hirohito est devenu empereur du Japon.